# Dinitrobenzoesäuren
Die Dinitrobenzoesäuren bilden eine Stoffgruppe von aromatischen Verbindungen, die sich sowohl von der Benzoesäure als auch vom Nitrobenzol bzw. Dinitrobenzol ableiten. Die Struktur besteht aus einem Benzolring mit angefügter Carboxygruppe (–COOH) und zwei Nitrogruppen (–NO2) als Substituenten. Durch deren unterschiedliche Anordnung ergeben sich sechs Konstitutionsisomere mit der Summenformel C7H4N2O6. Die 3,5-Dinitrobenzoesäure findet vor allem Verwendung in der Analyse organischer Substanzen durch Derivatisierung.

## Darstellung
2,4-Dinitrotoluol wird mit Natriumdichromat in Schwefelsäure zu 2,4-Dinitrobenzoesäure oxidiert. Aus 4-Nitrobenzoesäure entsteht mit Nitriersäure ein Gemisch aus 2,4- und 3,4-Dinitrobenzoesäure. 2,6-Dinitrotoluol wird zu 2,6-Dinitrobenzoesäure metabolisiert. Eine Oxidation von 3,4-Dinitrotoluol mit einem Ozon-Sauerstoff-Gemisch in Gegenwart von Cobalt(II)-acetat führt zur 3,4-Dinitrobenzoesäure.

## Eigenschaften
Bei den Dinitrobenzoesäuren handelt es sich um gelbliche kristalline Feststoffe mit Schmelzpunkten zwischen 166 und 206 °C. Die Löslichkeiten in Wasser variieren zwischen 18,5 g/l und Schwerlöslichkeit. Die Dinitrobenzoesäuren weisen aufgrund des −M-Effekts der beiden Nitrogruppen eine höhere Acidität im Vergleich zur Benzoesäure und den Nitrobenzoesäuren auf. Die pKs-Werte sind daher entsprechend niedriger (Benzoesäure: 4,20).
| keine Einstufung verfügbar |

| Gefahrensymbol |

| keine GHS-Piktogramme |

| keine Einstufung verfügbar |

| Gefahrensymbol |

| Gefahrensymbol |